# 李漢 (軍人)
李汉（1924年—1997年9月1日）是米格-15战斗机飞行员，中国人民志愿军二级战斗英雄，朝鲜战争王牌飞行员，歼敌8架。

## 生平
1924年出生於山东莱州，1938年4月入伍，1938年5月加入中国共产党。效力于中国人民解放军空军航空兵第四师。1951年1月21日因击落一架美军战机，成为人民空军建军以来第一位击落敌机的飞行员。
朝鲜战争结束后获中国人民志愿军二等英雄称号。
1997年因癌症逝世。

### 资源
- Varhola, Michael J., , Mason City, Iowa: Da Capo Press, 2000, ISBN 978-1-882810-44-4
- Zhang, Xiao Ming, , College Station, Texas: Texas A&M University Press, 2004, ISBN 1-58544-201-1